# 陳小春
陳 小春（チャン・シウチョン、ジョーダン・チャン、Jordan Chan）は、香港・中国の歌手、俳優。身長178cm、体重65kg。日本では一部で“こはる”の愛称でも親しまれている。本名は陳小臻。

## 経歴
広東省恵州市生まれの客家人。1980年に香港に移住、九龍黄大仙区富山邨に住んでいた。高校卒業後、歌手を目指してダンサー養成所に所属。養成所卒業後は、梅艶芳（アニタ・ムイ）や張国栄（レスリー・チャン）のバックダンサーを務めた後、林憶蓮（サンディ・ラム）の専属ダンサーとなる。
1992年、許願（クラレンス・ホイ）に見いだされ、謝天華（マイケル・ツェー）、朱永棠（ジェイソン・チュウ）と共にアイドル・グループ「風火海」の一員として歌手活動を開始。
1994年、「風火海」として各音楽新人賞を独占。また、個人としては映画『晩9朝5』、『君さえいれば/金枝玉葉』に出演。香港電影金像奨で最優秀助演男優賞受賞。
1996年、「それぞれの個人活動に専念するため」として「風火海」解散。
1997年、ソロデビュー。以来、香港R&Bの先駆者的存在として活躍。
2010年、台湾の人気女優応采児（チェリー・イン）と結婚。16歳の年の差婚である。

## 作品

### CD
- 大件事 (1997)
- 愛妻号 (1998)
- 人見人愛 (1998)
- 私寫真 (1998)
- 大明星 (1999)
- 頭号男友 (2000)
- 精采完結篇 (2000)
- 抱一抱 (2001)
- That's Mine (2001)
- 失恋王 (2002)
- 陳小春的R&B音樂補給站 Vol.1 (2002)
- 陳小春的R&B音樂補給站 Vol.2 (2002)
- 算你狠 (2003)
- 夜生活 (2004)
- 今生今世EP (2004)
- 黒洞 (2004)
- Sing 陳小春 十年紀念新歌加精選 (2006)
- 鬥 (2006)
- 獨家記憶 (2008)
- 消失的光陰 (2013)

## 出演

### 映画
- 晩9朝5 (1994)
- 君さえいれば/金枝玉葉 (1994)
- 裏町の聖者 (1995)
- 欲望の街 古惑仔I 銅鑼湾（コーズウェイベイ）の疾風 (1995)……DVD邦題：古惑仔I 欲望の街 銅鑼湾（コーズウェイベイ）の疾風
- 欲望の街 古惑仔II 台湾立志伝 (1996)……DVD邦題：古惑仔II 欲望の街 台湾立志伝
- 新・欲望の街I 古惑仔疾風、再び (1996)……DVD邦題：古惑仔III 新・欲望の街 古惑仔疾風、再び
- 欲望の街・外伝 ロンリー・ウルフ (1996)
- ボクらはいつも恋してる! 金枝玉葉2 (1996)
- 世界の涯てに (1996)
- ゴッド・ギャンブラー/賭神伝説 (1996)
- BE MY BOY (1997)
- 新・欲望の街II 97古惑仔最終章 (1997)……DVD邦題：古惑仔IV 新・欲望の街 97古惑仔最終章
- Kitchen キッチン (1997)
- ダウンタウン・シャドー (1997)
- バイオ・ソンビ (1998)
- エンター・ザ・イーグル (1998)
- ヴァーチャル・シャドー/幻影特攻 (1998)
- レジェンド・オブ・ヒーロー/中華英雄 (1999)
- 狼たちの伝説 亜州黒社会戦争 (2000)
- 天有眼 (2000)
- スパイ・チーム (2000)
- ドミノ (2002)
- ブラック・シティ (2003)
- 大丈夫 (2003)
- 新世紀Mr.Boo! ホイさま カミさま ホトケさま (2004)
- 柔道龍虎房 (2004)
- 頭文字D THE MOVIE (2005)
- 大丈夫2 (2006)
- ジ・エレクション 仁義なき黒社会 (2010)
- 項羽と劉邦/White Vengeance (2011)
- ドラゴン・パール 謎の皇帝のドラゴンボール (2011)
- イップ・マン 最終章 (2013)
- 大樹は風を招く（2016年）
- ゴールデン・ジョブ（2018年）

### テレビドラマ
- 元カレはユーレイ様!?（2016年）